# 佩尼亞市

佩尼亞市（西班牙語：Municipio Peña），是委內瑞拉的一個市，位於該國西部亞拉奎州，首府設於亞里塔瓜，面積510平方公里，主要經濟活動是貿易和農業，2011年人口101,555，人口密度每平方公里199.13人。